# Vojin Božović
Vojin Božović (né le 1er janvier 1913 à Cetinje – mort le 19 avril 1983 à Belgrade) est un footballeur puis un entraîneur yougoslave.